# Michael Rispoli
Michael Rispoli (Orangetown (New York), 27 november 1960) is een Amerikaans acteur.

## Biografie
Rispoli werd geboren in Orangetown (New York), een plaats in Rockland County, en groeide op in een gezin van acht kinderen, Hij heeft gestudeerd aan de State University of New York in theater en haalde daar in 1982 zijn diploma.
Rispoli begon in 1992 met acteren in de film Night and the City. Hierna heeft hij nog meerdere rollen gespeeld in films en televisieseries zoals Above the Rim (1994), Volcano (1997), Snake Eyes (1998), Summer of Sam (1999), The Sopranos (1999-2001), Third Watch (1999-2002), The Taking of Pelham 123 (2009) en Magic City (2012-2013).
Rispoli is getrouwd en in zijn vrije tijd is hij bezig met taekwondo en wijn maken.

## Filmografie

### Films
Selectie:
- 2021 Cherry – als Tommy
- 2011 The Reunion – als Canton
- 2011 The Rum Diary – als Sala
- 2010 Kick-Ass – als Big Joe
- 2009 The Taking of Pelham 123 – als John Johnson
- 2006 Invincible – als Max Cantrell
- 2005 The Weather Man – als Russ
- 2002 Death to Smoochy – als Spinner Dunn
- 1999 Summer of Sam – als Joey T
- 1998 One Tough Cop – als Denny Reagan
- 1998 Rounders – als Grama
- 1998 Snake Eyes – als Jimmy George
- 1997 Volcano – als Gator Harris
- 1996 Feeling Minnesota – als manager van motel
- 1995 To Die For – als Ben DeLuca
- 1995 While You Were Sleeping – als Joe Fusco jr.
- 1994 Above the Rim – als Richie
- 1992 Night and the City – als trainer

### Televisieseries
Uitgezonderd eenmalige gastrollen.
- 2022 - 2023 Power Book III: Raising Kanan – als Sal Boselli – 7 afl.
- 2019 - 2023 Billions – als Richie Sansome – 5 afl.
- 2022 The Offer – als Tommy Lucchese – 3 afl.
- 2020 Dirty John – als vader van Betty – 3 afl.
- 2017 – 2019 The Deuce – als Rudy Pipilo – 24 afl.
- 2016 Feed the Beast – als rechercheur Guy Giordano – 9 afl.
- 2016 Madoff – als Frank DiPascali – 4 afl.
- 2014 Those Who Kill – als Don Wilkie – 8 afl.
- 2012 – 2013 Magic City – als Bel Jaffe – 15 afl.
- 2007 The Black Donnellys – als Allo – 6 afl.
- 2005 – 2006 Law & Order: Criminal Intent – als Frank Adlair – als 2 afl.
- 2003 10-8: Officers on Duty – als Angelo Amonte – 3 afl.
- 2002 Bram and Alice – als Michael – 8 afl.
- 1999 – 2002 Third Watch – als Jerry Mankowicz – 8 afl.
- 1999 – 2001 The Sopranos – als Jackie Aprile – 4 afl.
- 2001 Big Apple – als Swenson – 5 afl.
- 1999 Ryan Caulfield: Year One – als officier Susser – 9 afl.
- 1995 The Great Defender – als Lou Frischetti – 8 afl.

## TheaterwerkBroadway
- 2022 - 2023 Between Riverside and Crazy - als inspecteur Caro
- 21993 Wilder, Wilder, Wilder - als toneelmeester

- Biblioteca Nacional de España: XX1519070
- Gemeinsame Normdatei: 1032152109
- International Standard Name Identifier: 0000 0004 0150 8826
- Library of Congress Control Number: no2004023955
- Nationale Bibliotheek van Tsjechië: xx0050280
- Nationale Bibliotheek van Israël: 987007352601705171
- Nederlandse Thesaurus van Auteursnamen: 236172638
- Système universitaire de documentation: 160943086
- Virtual International Authority File: 296577308
- WorldCat: E39PBJw8TCQqctqb3FxYxWJCcP